# Atenção

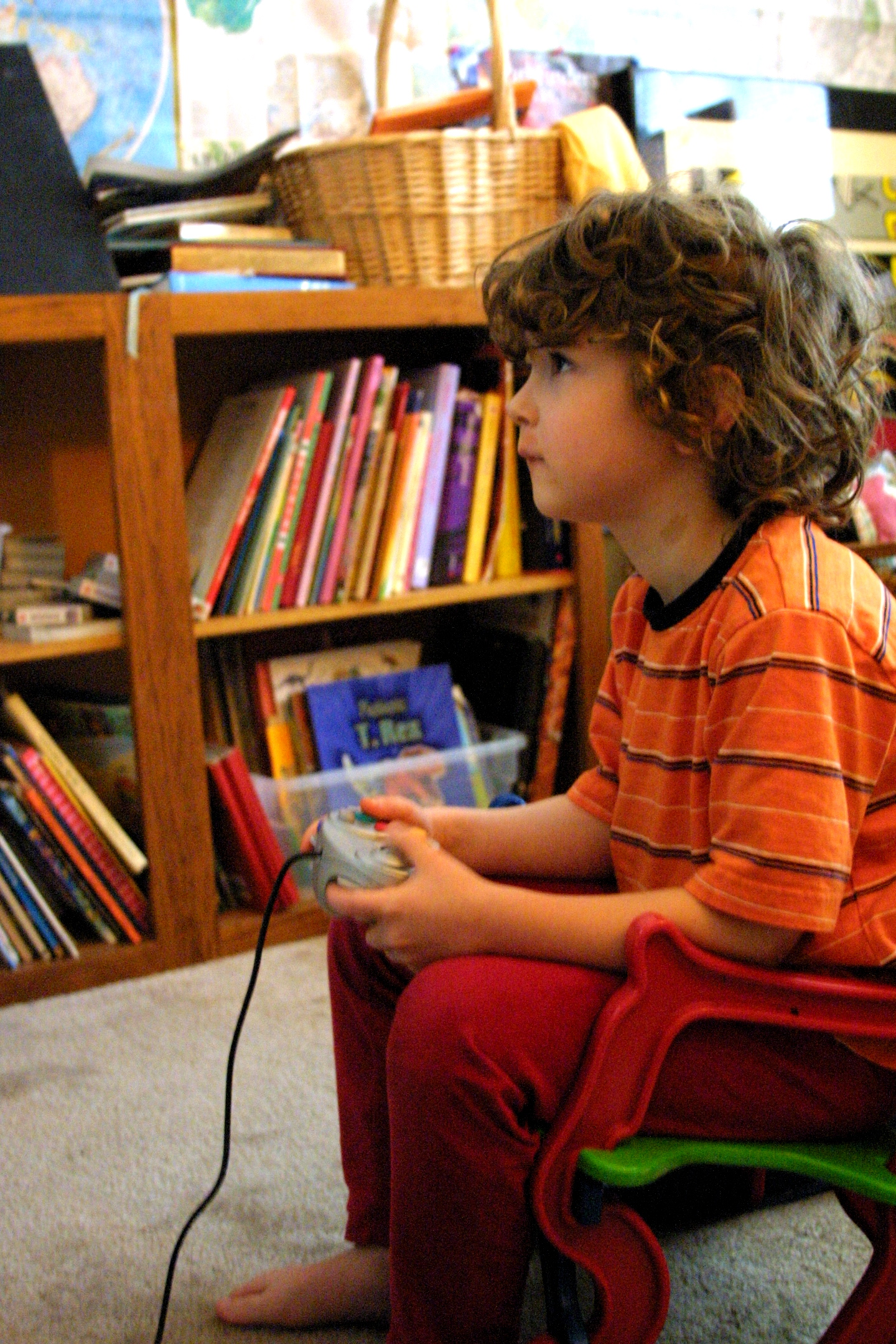
Criança prestando atenção ao jogar videogame.

A atenção define-se pelo direcionamento da consciência e estado de concentração mental sobre determinado objeto. Caracteriza-se por selecionar, organizar e filtrar as informações, funcionando como uma filmadora. É um processo de extrema importância em determinadas áreas, como na educação, já que se exige, por exemplo, a um aluno que preste atenção às matérias lecionadas pelo professor, ignorando estímulos visuais, sonoros ou outros, como o que se está a passar fora da sala de aula (estando, neste caso, relacionado também com o problema da disciplina).
Além da atenção concentrada, em que se selecciona e processa apenas um estímulo, também pode existir atenção dividida, em que são seleccionados e processados diversos estímulos simultaneamente - como quando se conduz um automóvel e se ouvem as notícias do rádio simultaneamente.
Para que a atenção atue são necessários três fatores básicos:
- Fator fisiológico, onde depende de condições neurológicas e também da situação contextual em que o indivíduo se encontra;
- Fator motivacional: depende da forma como o estímulo se apresenta e provoca interesse;
- Concentração: depende do grau de solicitação e atuação do estímulo, levando a uma melhor focalização da fonte de estímulo.

Quanto a fonte de estímulo podemos ter estímulo visual, auditivo e sinestésico.
Existem, através da filosofia oriental, técnicas que visam estabelecer a saturação do pensamento, promovendo um maior grau de concentração, ou seja, maior estabilidade nos pensamentos do praticante. Segundo o livro Yoga Sutras, de Patânjali - Dháraná (concentração) consiste em centrar a consciência em uma área delimitada.

## Disparidades
- Hipoprosexia: diminuição global da atenção;
- Aprosexia: total abolição da capacidade de atenção, independente dos estímulos;
- Hiperprosexia: atenção exagerada com certa tendência;
- Distração: sinal de superconcentração ativa da atenção sobre determinados conteúdos e objetos;
- Distraibilidade: estado patológico que se exprime por instabilidade marcante e dificuldade ou incapacidade para se fixar ou se manter em qualquer coisa que implique esforço produtivo;

É importante frisar a diferença entre distraibilidade e distração, já que diferente da primeira, esta dá-se não como uma patologia, mas sim por uma superconcentração ativa da atenção sobre determinado objeto, inibindo os demais estímulos.
- Incapacidade de concentração.

É importante ressaltar que a atenção não é uma função psíquica autônoma, visto que ela encontra-se vinculada à consciência. Por exemplo, o indivíduo que está em obnubilação geralmente se encontra com alterações ao nível da atenção, apresentando-se hipervigil. Contudo, um paciente em torpor se encontra hipovigil.
Sem a atenção a atividade psíquica se processaria como um sonho vago, difuso e contínuo.
Segundo Alonso Fernández, ao concentrar a atenção escolhemos um tema no campo da consciência e elevamos este ao primeiro plano da mesma, mantendo este tema rigorosamente perfilado, sem deixar-se desviar pelas influências dos setores excêntricos do campo da consciência, podendo modificar o tema escolhido com plena liberdade. Este tema poderia ser um objeto, uma ação, um lugar, uma palavra, etc.
Distinguem-se duas formas de atenção: a espontânea (vigilância) e a ativa (tenacidade). No primeiro caso ela resulta de uma tendência natural da atividade psíquica orientar-se para as solicitações sensoriais e sensitivas, sem que nisso intervenha um propósito consciente. A atenção voluntária é aquela que exige certo esforço, no sentido de orientar a atividade psíquica para determinado fim. Entretanto, o grau de concentração da atenção sobre determinado objeto não depende apenas do interesse, mas do estado de ânimo e das condições gerais do psiquismo.
O interesse e o pensamento são os dirigentes da atenção, sendo que a intensidade com que a efetuamos é o grau de concentração alcançado.
As alterações da atenção desempenham um importante papel no processo de conhecimento. Em geral estas alterações são secundárias, decorrem de perturbações de outras funções das quais depende o funcionamento normal da atenção. A fadiga, os estados tóxicos e diversos estados patológicos determinam uma incapacidade de concentrar a atenção.
Por se encontrar intimamente ligada ao nível de consciência, torna-se fato que distúrbios neurológicos e neuropsicológicos são acompanhados de alterações da atenção. Os transtornos de humor apresentam maciças dificuldades de concentração e atenção constante (capacidade de manter por longos períodos o “foco” em determinado alvo), enquanto nos quadros maníacos há considerável diminuição da atenção voluntária e agravamento da espontânea, com hipervigilância e hipotenacidade. Em quadros depressivos diminui-se de forma geral o nível de atenção, o que pode ser nomeado como hipoprosexia; em certos casos pode-se se observar fixação em temas depressivos, com rigidez na mudança do foco. Nos casos de TOC (Transtorno Obsessivo Compulsivo) nota-se vigilância excessiva e desregulada, ao passo que na esquizofrenia constata-se dificuldade de filtrar estímulos considerados irrelevantes, possuindo forte tendências à distraibilidade. Nas TDAH´s (Transtorno de déficit de atenção/hiperatividade) observa-se dificuldade de prestar atenção em estímulos externos e internos, prejudicando a organização e realização de tarefas, bem como o controle de impulsos.